# 11604 Novigrad
11604 Novigrad (tên chỉ định: 1995 UB1) là một tiểu hành tinh vành đai chính. Nó được phát hiện bởi Korado Korlević và Vanja Brcic ở Đài thiên văn Višnjan ở Višnjan, Croatia, ngày 21 tháng 10 năm 1995. Nó được đặt theo tên the town thuộc Novigrad ở Istria County, Croatia.